# Reichenbach im Kandertal
Reichenbach im Kandertal (toponimo tedesco; fino al 1957 Reichenbach bei Frutigen) è un comune svizzero di 3 616 abitanti del Canton Berna, nella regione dell'Oberland (circondario di Frutigen-Niedersimmental).

## Storia
Nel 1916 la frazione di Kiental ha ospitato la conferenza di Kienthal, o Seconda conferenza internazionale socialista.

## Monumenti e luoghi d'interesse

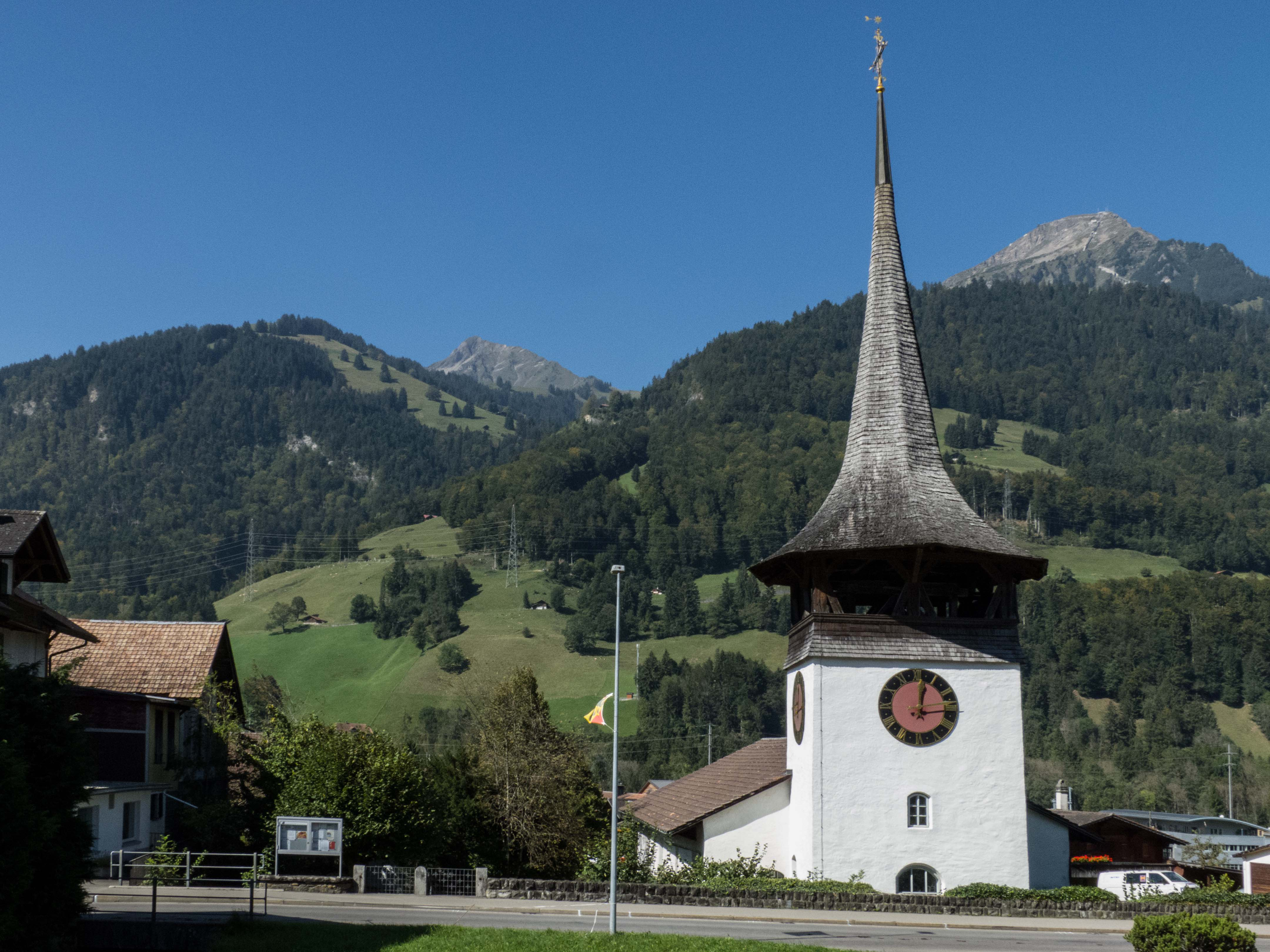
La chiesa riformata

- Chiesa riformata (già di San Nicola), attestata dal 1453 e ricostruita nel 1484, nel XVIII e nel XIX secolo[1];
- Chiesa riformata di Kiental, eretta nel 1929[1];
- Rovine del castello di Mülenen, eretto nel XII-XIII secolo[1][2].

## Società

### Evoluzione demografica
L'evoluzione demografica è riportata nella seguente tabella:
Abitanti censiti

## Geografia antropica

### Frazioni

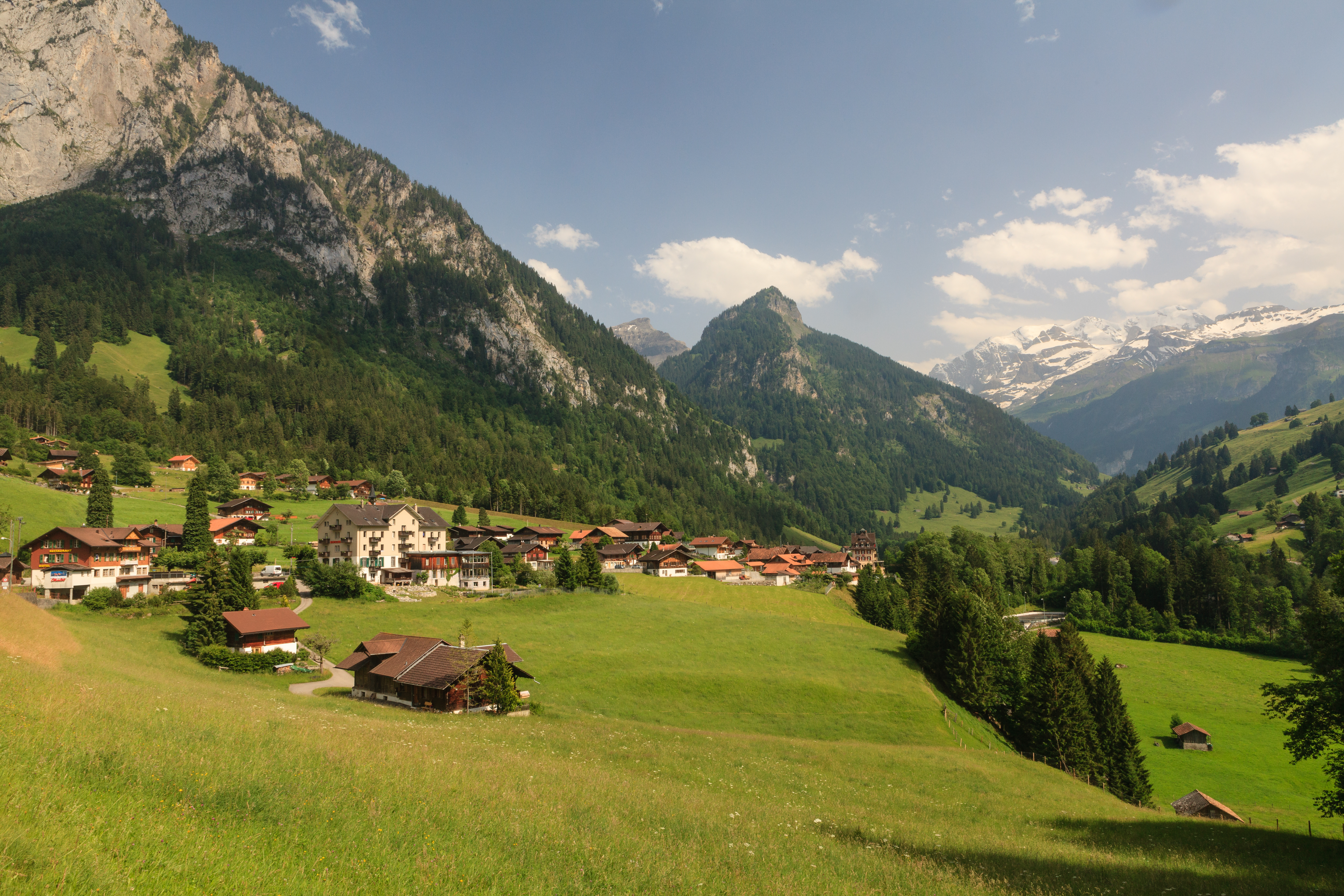
Kiental

Le frazioni di Reichenbach im Kandertal sono:
- Faltschen
- Kien-Aris
- Kiental
- Mülenen[2]
- Reudlen
- Scharnachtal
- Schwandi
- Wengi

## Infrastrutture e trasporti

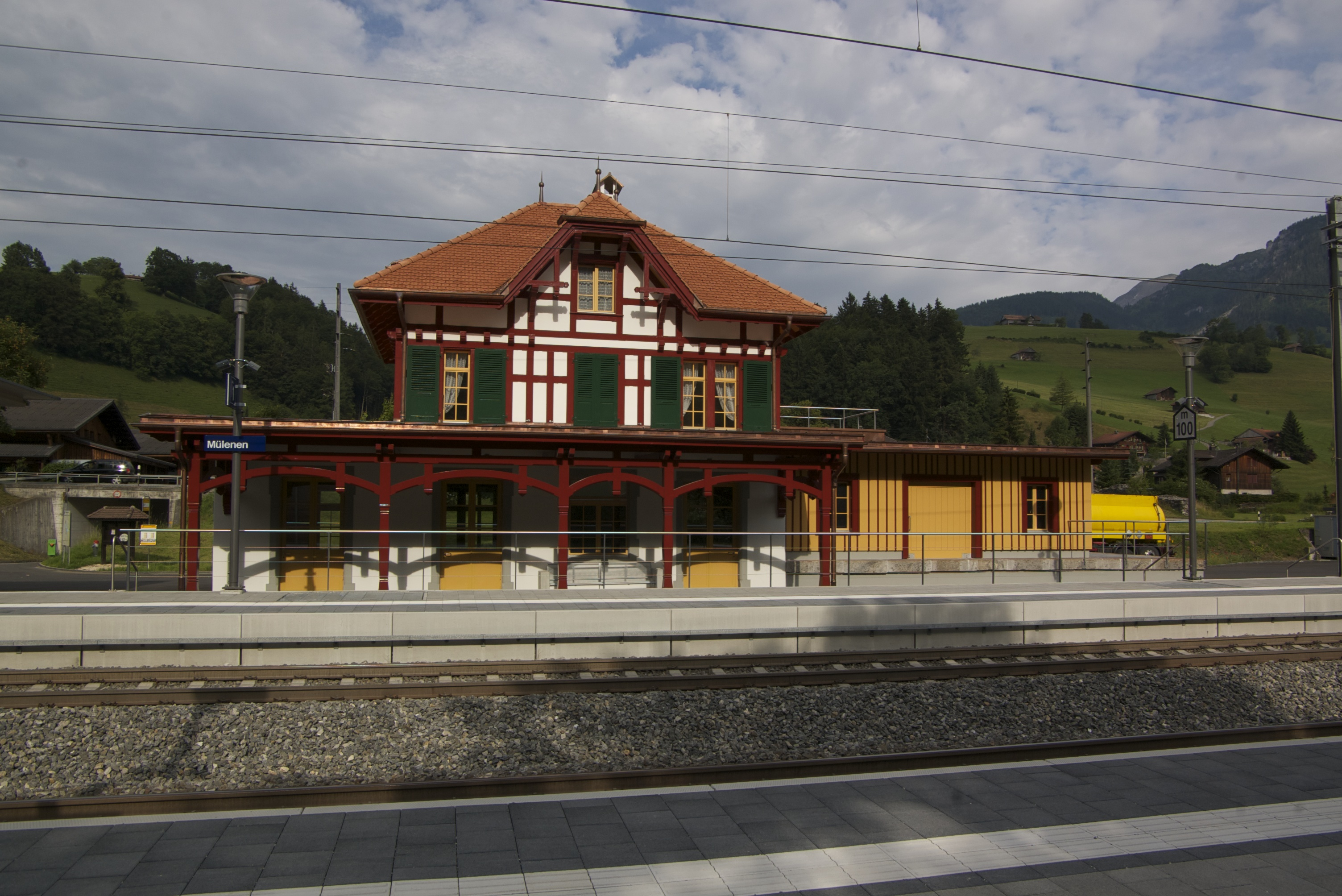
La stazione di Mülenen

Reichenbach im Kandertal è servito dall'omonima stazione e da quella di Mülenen sulla ferrovia del Lötschberg.

## Amministrazione
Ogni famiglia originaria del luogo fa parte del cosiddetto comune patriziale e ha la responsabilità della manutenzione di ogni bene ricadente all'interno dei confini del comune.